# ويليام جونز (عسكري)
ويليام جونز (بالإنجليزية: William Jones)‏ (و. 1839 – 1913 م) هو عسكري، من المملكة المتحدة، توفي في مانشستر، عن عمر يناهز 74 عاماً.

## الخدمة العسكرية
خدم في الجيش البريطاني.

## جوائز
حصل على جوائز منها:
- صليب فيكتوريا.